# Aeshna baicalensis
Aeshna baicalensis là loài chuồn chuồn trong họ Aeshnidae. Loài này được Belyshev mô tả khoa học đầu tiên năm 1964.